# Neil Jeffares
Pour les articles homonymes, voir Jeffares.
 (janvier 2024).
La mise en forme du texte ne suit pas les recommandations de Wikipédia : il faut le « wikifier ».
Les points d'amélioration suivants sont les cas les plus fréquents. Le détail des points à revoir est peut-être précisé sur la page de discussion.
- Les titres sont pré-formatés par le logiciel. Ils ne sont ni en capitales, ni en gras.
- Le texte ne doit pas être écrit en capitales (les noms de famille non plus), ni en gras, ni en italique, ni en « petit »…
- Le gras n'est utilisé que pour surligner le titre de l'article dans l'introduction, une seule fois.
- L'italique est rarement utilisé : mots en langue étrangère, titres d'œuvres, noms de bateaux, etc.
- Les citations ne sont pas en italique mais en corps de texte normal. Elles sont entourées par des guillemets français : « et ».
- Les listes à puces sont à éviter, des paragraphes rédigés étant largement préférés. Les tableaux sont à réserver à la présentation de données structurées (résultats, etc.).
- Les appels de note de bas de page (petits chiffres en exposant, introduits par l'outil «  Source ») sont à placer entre la fin de phrase et le point final[comme ça].
- Les liens internes (vers d'autres articles de Wikipédia) sont à choisir avec parcimonie. Créez des liens vers des articles approfondissant le sujet. Les termes génériques sans rapport avec le sujet sont à éviter, ainsi que les répétitions de liens vers un même terme.
- Les liens externes sont à placer uniquement dans une section « Liens externes », à la fin de l'article. Ces liens sont à choisir avec parcimonie suivant les règles définies. Si un lien sert de source à l'article, son insertion dans le texte est à faire par les notes de bas de page.
- La présentation des références doit suivre les conventions bibliographiques. Il est recommandé d'utiliser les modèles {{Ouvrage}}, {{Chapitre}}, {{Article}}, {{Lien web}} et/ou {{Bibliographie}}. Le mode d'édition visuel peut mettre en forme automatiquement les références.
- Insérer une infobox (cadre d'informations à droite) n'est pas obligatoire pour parachever la mise en page.

Pour une aide détaillée, merci de consulter Aide:Wikification.
Si vous pensez que ces points ont été résolus, vous pouvez retirer ce bandeau et améliorer la mise en forme d'un autre article.
 (janvier 2024).
Neil Jeffares, né en octobre 1954 à Dublin, est un historien irlandais de l'art. Son parcours professionnel est inhabituel : il est d'abord banquier, avant de  se tourner vers l'histoire de l'art pictural. Spécialiste des peintres pastellistes, il  publie en 2006 le Dictionary of pastellists before 1800, préfacé par Pierre Rosenberg, ancien conservateur puis directeur du musée du Louvre et membre de l’Académie française. Cet ouvrage est salué par les historiens et les critiques comme étant « la » référence, internationalement reconnue. La même année, il reçoit le prix Besterman/McColvin (en), décerné au meilleur ouvrage de référence publié au Royaume-Uni. Philanthrope, il a mis en ligne l'intégralité de l'ouvrage en 2008, soit presque huit-cents pages, accessible et téléchargeable gratuitement. Régulièrement mis à jour, son volume  a triplé (en 2023).
Bien que depuis le début des années 2000 son activité soit entièrement consacrée à l'histoire de l'art (travaux de recherches, expertise, articles dans des revues d'art anglaises ou françaises), il écrit aussi, occasionnellement, des textes traitant de la finance ou de la philanthropie, lesquels sont publiés dans les colonnes de journaux comme le Financial Times, ou encore dans le cadre d'enquêtes parlementaires.

## Biographie

### Enfance et formation
Neil Jeffares naît à Dublin, en Irlande, en octobre 1954.
En 1972, après ses études secondaires, il étudie à la fois les mathématiques et les sciences naturelles au Trinity College de Dublin. Se sentant plus attiré par les mathématiques, il rejoint l'Université d'Oxford où il suit les cours du professeur Roger Penrose.

### Carrière
La carrière de Neil Jeffares n'est pas linéaire. Il est successivement directeur de revue scientifique, banquier d'affaires, directeur financier, créateur-directeur de sociétés de conseils et d'investissement, et enfin, historien de l'art.

#### Directeur de revue et banquier
De la fin des années 1970 au début des années 1980, il est  directeur de la rédaction de la revue scientifique Pergamon Press. Il s'oriente ensuite dans le domaine de la finance d'entreprise : banquier d'affaires chez Morgan, Grenfell & Co. (en), directeur financier chez Royal Dutch Shell, avant de créer sa propre société de conseil aux entreprises, et diriger plusieurs sociétés d'investissement jusqu'au début des années 2000,.

#### Historien de l’art
Neil Jeffares se présente comme étant un historien « indépendant », car sa formation initiale est très éloignée du cursus  normal de l'histoire de l'art. Cette dernière, cependant, tient une place essentielle dans sa vie depuis sa jeunesse. La peinture le passionne, et en particulier les pastels du XVIIIe siècle. En janvier 1996, il participe à un colloque organisé au musée du Louvre, dont le thème est L'Âge d’or du petit portrait ; sa communication est intitulée Lemoine et La Cantatrice. En 1999, il écrit des articles qui sont publiés dans des revues d'art de référence telles que The Burlington Magazine, Eighteenth-Century Studies (en), Apollo (en), The Court Historian (en) ou encore la Gazette des beaux-arts. Au début des années 2000, il décide d'abandonner le monde de la finance. Son activité se concentre sur l'histoire de l'art : travaux de recherches et d'expertise, publication d'articles dans des revues d’art anglaises ou françaises. 
Néanmoins, il écrit encore, occasionnellement, des textes traitant de la finance. Ceux-ci sont publiés dans la rubrique « opinions » de journaux comme le Financial Times,, ou dans le cadre des commissions d'enquêtes du parlement britannique, sur les thèmes de la fiscalité, ou de la philanthropie.

#### Philanthrope
Constatant  que les  spécialistes de l’histoire de l'art (historiens, conservateurs, collectionneurs…) accordent peu d'importance aux  pastels du XVIIIe siècle, il décide de remédier à cette situation. Ainsi, en 2008, il crée le site web Pastels & pastellists pour proposer gratuitement en ligne l'intégralité de son ouvrage Dictionary of pastellists before 1800, soit 758 pages. Son but est de partager le maximum d'informations sur le sujet en les mettant à la portée de tous. L'ensemble est téléchargeable gratuitement.

#### Vie privée
Neil Jeffares est marié. Le couple réside à Londres.

## Publications

### Ouvrages
- Dictionary of pastellists before 1800, préfacé par Pierre Rosenberg, ancien directeur du musée du Louvre et académicien, Greensboro, États-Unis, Unicorn Press,758 p.,  (ISBN 9780906290866) :

- 2006 : sortie de la version imprimée. L'ouvrage est salué par les historiens et les critiques d'art comme étant « la » référence, car jusqu'alors, le seul ouvrage traitant du sujet était celui de Paul Ratouis de Limay, Le Pastel en France au XVIIIe siècle, publié en 1946, plus condensé et moins documenté.
Didier Rykner écrit dans La Tribune de l'Art du 20 septembre 2006 :

« Le dictionnaire des pastellistes est une somme comme on en voit peu, un ouvrage indispensable, pour les historiens d'art comme pour les marchands et les collectionneurs. Pour paraphraser Pierre Rosenberg, auteur de la préface, il faudra parler désormais du Jeffares, comme on dit le Thieme-Becker, le Bellier-Auvrey ou le Lugt. »

- 2008 : mise en ligne de la version papier. Depuis, plusieurs milliers de mises à jour ont été ajoutées. Celles-ci se rapportent à toutes les nouvelles informations concernant les peintres et leurs œuvres recensées (découvertes des historiens dans le cadre de leurs travaux de recherches, expositions, musées, vente aux enchères, localisation, etc.). L'ensemble est classé par ordre alphabétique ou chronologique, selon la rubrique (environ une trentaine). Si une nouvelle version papier les incluant toutes était sortie en 2016, soit huit ans après la création du site, le nombre de pages serait passé de 758 à environ 2150.
- Maurice-Quentin de La Tour. Catalogue raisonné, publié en ligne, 1er août 2022, Londres, Anagallis Books 543 p.PDF,  (ISBN 978-1-9163466-0-4)[9]. L'auteur précise que cette édition n'est pas définitive, car il s'agit d'une compilation des fascicules publiés dans la version en ligne (A compilation of fascicles from the online Dictionary of pastellists before 1800), appelée à être régulièrement mise  à jour.

### Articles
Quelques uns des articles publiés dans les revues d'art depuis 1999 jusqu'à 2022.
- 1999 : « Jacques-Antoine-Marie Lemoine », Gazette des beaux-arts, no CXXXV, no  1561,‎ février 1999, p. 61-136.
- 2001 : « L’abbé Pommyer, honoraire amateur de l'Académie royale de peinture », Gazette des beaux-arts, no CXXXVII, no  1588-89,‎ mai-juin 2001, p. 237-256.
- 2002 : (en) « The marquis de Bonnac: a suggested identification of a portrait by Louis Vigée », Eighteenth-Century Studies (en), vol. 25, no 1,‎ printemps 2002, p. 45-74.
- 2003 : (en) « Jean Valade’s portraits of the Faventines family », Eighteenth-Century Studies, vol. 26, no 2,‎ 2003, p. 217-50.
- 2004 : avec Pierre Rosenberg, Françoise Baligand, Xavier Salmon, De poudre et de papier : florilège de pastels dans les collections publiques françaises : « Pastels du musée Condé, Chantilly », Versailles, Artlys, 119 p. (ISBN 2-85495-224-3), ouvrage publié à l'occasion de l'exposition organisée par le Musée national des châteaux de Versailles et de Trianon, septembre-décembre 2004.
- 2004 : « Les portraits des princesses de Bourbon-Condé par Rosalba Carriera », le Musée Condé, no 61,‎ décembre 2004, p. 14-19.
- 2008 : « Le portrait de Mme de Prie par J.-B. Van Loo ». Parcours d'un collectionneur : l'histoire, la fable et le portrait, tableaux et dessins français inédits des XVIIe et XVIIIe siècles. Expositions multiples : Musée du Domaine départemental de Sceaux (13 sept. 2007-21 janv. 2008) ; Musée des Beaux-Arts d'Arras  (1er mars-15 juin 2008); Musée Bonnat-Helleu, Bayonne (11 juil-13 oct. 2008).
- 2009 : (en) « Review of Liotard by M. Roethlisberger & R. Loche », The Burlington Magazine, vol. CLI, no 1274,‎ mai 2009, p. 322-323.
- 2010 : (en) « “Leading the Revolution”, review of Adélaïde Labille-Guiard by Laura Auricchio », Apollo (en),‎ décembre 2010, p. 88-90.
- 2011 : (en) « Review of Pastel portraits: images of 18th-century Europe at the Metropolitan Museum of Art, New York », The Burlington Magazine, vol. CLIII, no 1274,‎ juillet 2011, p. 500-501.
- 2012 : (en) « Pastel: a transnational phenomenon in 18th century Europe », Christie's Old master & early British drawings & watercolours sale catalogue, London,‎ 3 juillet 2012, p. 66-67.
- 2012 : (en) « Between France and Bavaria: Louis-Joseph d'Albert de Luynes, prince de Grimberghen », The Court Historian (en), vol. 17/1,‎ juin 2012, p. 61-85.
- 2012 : (en) « Review of Robert Nanteuil (1623-1678) by Audrey Adamczak », The Burlington magazine, vol. CLIV, no 1313,‎ août 2012, p. 583-4.
- 2013 : (en) « Martha Gumley (1711-87) and her portrait by John Russell », Wesley Historical Society, vol. LIX, no 1,‎ février 2013, p. 3-11 and cover.
- 2013 : « Un portrait au pastel de Nattier », Connaissance des arts, no 714,‎ avril 2013, p. 205.
- 2014 : (en) « Why bother with Joseph Boze? », The Burlington Magazine,‎ 29 janvier 2014.
- 2014 : « Des pastels de la famille d'Ursel », Château d’Ursel magazine, no 40,‎ décembre 2014, p. 4-7.
- 2015 : (en) « Two English portraits by Liotard: Lady Anne Somerset and Catherine, Lady Hawke », The British Art Journal (en), vol. XV, no 3,‎ printemps 2015, p. 3-11.
- 2015 : (de) « Jacques-Antoine-Marie Lemoine », Allgemeines Künstlerlexikon, vol. 84,‎ 2015, p. 72.
- 2015-16 : (en) « Liotard and the medium of pastel, in Jean-Étienne Liotard », Royal Academy of Arts,‎ 2015-16, p. 26-33, à l'occasion d'une exposition à la Galerie nationale d'Écosse (Scottish National Gallery), à Édimbourg.
- 2015-16 : (en) « Francis Cotes (1726–1770) and his family », The British Art journal, vol. XVI/3,‎ hiver 2015, p. 68-73.
- 2018 : (en) « "In praise of pastels", review of Salmon », Apollo,‎ septembre 2018, p. 18, 107, 116-17.
- 2018 : « Pastels du Louvre : questions d'attribution », La Gazette Drouot, no 28,‎ 13 juillet 2018, p. 104-107.
- 2019 : (en) « "Foreign legion", review of Baetjer 2019 », Apollo,‎ avril 2019, p. 102-3.
- 2020 : (en) « An epitome of painting (1683) by Edward Luttrell », Walpole Society (en), vol. 82,‎ 2020, p. 114-47.
- 2022 : (en) « Pastels in the pandemic », The Burlington magazine, vol. CLXIV,‎ août 2022, p. 780-87.

### Autres
Communications dans des colloques.
- 1996 : « Lemoine et La Cantatrice », Colloque : L’Âge d’or du petit portrait, Paris, musée du Louvre, 26 janvier 1996.
- 2004 : « À l’ombre de La Tour : Quelques pastellistes des deux Académies », Colloque scientifique international :
Maurice-Quentin de La Tour 1704–1784 : Le tricentenaire, Musée Antoine-Lécuyer, Saint-Quentin, 22 octobre 2004.
- 2017 : « Encounters with Perronneau », Colloque international : Jean-Baptiste Perronneau, un artiste de son temps ?, Musée des Beaux-Arts d'Orléans, 22-23 juin 2017.
- 2017 : « A history of pastel exhibitions: 1. The evolution of taste » ;

« A history of pastel exhibitions: 2. Transporting pastels to exhibitions », Colloque international : Le Pastel : regards croisés sur une technique singulière, Paris, Petit Palais, 16-17 octobre 2017.

## Distinctions
- 2006 : le prix Besterman/McColvin (en) est décerné à Neil Jeffares pour son ouvrage Dictionary of pastellists before 1800. Cette récompense couronne le meilleur ouvrage de référence publié dans l'année au Royaume-Uni[2].